# Boris Strel
Boris Strel (ur. 20 czerwca 1959 w Žiri, zm. 28 marca 2013 w Škofjej Loce) – słoweński narciarz alpejski reprezentujący Jugosławię, brązowy medalista mistrzostw świata.

## Kariera
Pierwsze punkty w zawodach w zawodach Pucharu Świata zdobył 4 lutego 1979 roku w Jasnej, zajmując siódme miejsce w gigancie. Na podium zawodów tego cyklu pierwszy raz stanął 26 stycznia 1981 roku w Adelboden, gdzie rywalizację w tej konkurencji ukończył na drugiej pozycji. W zawodach tych uległ jedynie Ingemarowi Stenmarkowi ze Szwecji, a drugie miejsce ex aequo zajął Austriak Christian Orlainsky. W kolejnych startach jeszcze jeden raz stanął na podium zawodów pucharowych: 15 grudnia 1981 roku w Cortinie d’Ampezzo triumfował w gigancie. Wyprzedził tam Phila Mahre z USA i Szwajcara Joëla Gaspoza. Najlepsze wyniki osiągnął w sezonie 1980/1981, kiedy to zajął 21. miejsce w klasyfikacji generalnej.
Jego największym sukcesem jest brązowy medal w gigancie wywalczony podczas mistrzostw świata w Schladming w 1982 roku. W zawodach tych wyprzedzili go jedynie Steve Mahre z USA i Ingemar Stenmark. Był to jego jedyny medal wywalczony na międzynarodowej imprezie tej rangi. W 1980 roku wystąpił w gigancie i slalomie na igrzyskach olimpijskich w Lake Placid. W pierwszej z tych konkurencji uzyskał ósmy czas pierwszego przejazdu i piąty czas w drugim, co dało mu ósmy łączny wynik. Rywalizacji w slalomie nie ukończył, wypadając z trasy w drugim przejeździe; po pierwszej części tej konkurencji zajmował piętnastą pozycję. Brał też udział w gigancie na rozgrywanych cztery lata później igrzyskach w Sarajewie. Tym razem w pierwszej części rywalizacji był piąty, a w drugim przejeździe zanotował szósty czas, ostatecznie kończąc zawody na piątym miejscu.
W 1985 roku zakończył karierę.

## Osiągnięcia

### Igrzyska olimpijskie
| Miejsce | Dzień     | Rok  | Miejscowość | Konkurencja | Czas biegu | Strata | Zwycięzca        |
| ------- | --------- | ---- | ----------- | ----------- | ---------- | ------ | ---------------- |
| 8.      | 19 lutego | 1980 | Lake Placid | Gigant      | 2:40,74    | +2,50  | Ingemar Stenmark |
| DNF2    | 22 lutego | 1980 | Lake Placid | Slalom      | 1:44,26    | –      | Ingemar Stenmark |
| 5.      | 14 lutego | 1984 | Sarajewo    | Gigant      | 2:41,18    | +1,18  | Max Julen        |

### Mistrzostwa świata
| Miejsce | Dzień     | Rok  | Miejscowość            | Konkurencja | Czas biegu | Strata | Zwycięzca        |
| ------- | --------- | ---- | ---------------------- | ----------- | ---------- | ------ | ---------------- |
| 36.     | 2 lutego  | 1978 | Garmisch-Partenkirchen | Gigant      | 3:02,52    | +9,39  | Ingemar Stenmark |
| DNF1    | 5 lutego  | 1978 | Garmisch-Partenkirchen | Slalom      | 1:39,54    | -      | Ingemar Stenmark |
| 8.      | 19 lutego | 1980 | Lake Placid            | Gigant      | 2:40,74    | +2,50  | Ingemar Stenmark |
| DNF2    | 22 lutego | 1980 | Lake Placid            | Slalom      | 1:44,26    | –      | Ingemar Stenmark |
| 3.      | 3 lutego  | 1982 | Schladming             | Gigant      | 2:38,80    | +0,62  | Steve Mahre      |
| DNF1    | 7 lutego  | 1982 | Schladming             | Slalom      | 1:48,48    | –      | Ingemar Stenmark |
| DNF1    | 7 lutego  | 1985 | Bormio                 | Gigant      | 2:28,90    | –      | Markus Wasmeier  |

### Puchar Świata

#### Miejsca w klasyfikacji generalnej
- sezon 1978/1979: 25.
- sezon 1979/1980: 25.
- sezon 1980/1981: 21.
- sezon 1981/1982: 42.
- sezon 1982/1983: 36.
- sezon 1983/1984: 38.
- sezon 1984/1985: 77.

#### Miejsca na podium w zawodach
1. Adelboden – 26 stycznia 1981 (gigant) – 2. miejsce
2. Cortina d’Ampezzo – 15 grudnia 1981 (gigant) – 1. miejsce